# Bertil Carlén
Karl Bertil Carlén född den 17 december 1912 i Yxhult, Kumla församling i Örebro län, död 20 juni 1983 i Yxhult, var en svensk industriman främst verksam inom Yxhult AB och Ytong AB.

## Biografi
Bertil Carlén var andre son till Karl August Carlén, ensam 
ägare och verkställande direktör samt styrelseordförande för Yxhults Stenhuggeri AB, och Gerda Carlén, född Engvall. Han tog byggnadsingenjörsexamen 1932 vid Katrineholms Tekniska Skola. Vid 15 års ålder började han sin anställning i dåvarande Yxhults Stenhuggeri AB.				
Han ingick två äktenskap. I det första gifte han sig 1936 med Gerda Carlén, född Mård  med vilken han fick två söner. Efter att år 1939 ha blivit änkling gifte han sig 1963 med Ebba Carlén, född Önneklint.

## Yrkeskarriär
Carlén övertog det operativa ledningsansvaret efter sin far Karl August Carlén som koncernchef för Yxhult AB (f.d. Ytong AB) under perioden 1951–1965. Bröderna Bertil och Erik Carlén ingick i koncernledningens direktion samt som ledamot i moder- och dotterbolagens styrelser.
Bertil Carlén hade  styrelseuppdrag i Yxhult AB, Kumla, som ordförande 1966–1979 och dessutom i flera av dess dotterbolag och dess intressebolag. Han var mångårig ordförande i Sveriges Stenindustriförbund under 1960-talet och fram till 1978 samt ledamot av Handelsbankens distriktstyrelse i Örebro 1949–1970 (vice ordförande från 1963).

## Andra engagemang
År 1961 gav Carlén Riksantikvarieämbetet tillfälle att låta utföra en fullständig undersökning och restaurering av två sedan gammalt kända hällkistor belägna vid Yxhult AB:s huvudkontor i Hällabrottet, Kumla. Året därefter erbjöds Riksantikvarieämbetet undersöka ytterligare en megalitgrav i form av de stora gånggrifterna på Yxhult AB:s mark vid Rössberga, Valtorps socken i Västergötland. 
Som industriman för den näring, som förutsatte användning av mineraler som kalksten, skiffer och sandsten, vilka mineraler utgjorde råvara vid tillverkning av Ytong- och Mexi-produkterna, insåg Carlén det ansvar, som vilar på företagsledningen att i möjligaste mån återställa skadad natur i ett acceptabelt skick. Markområdet efter Svenska Skifferoljebolagets omfattande brytning av skiffer  övertogs 1965 av Yxhults Stenhuggeri AB, som lät vattenfylla skifferbrotten, vilka gavs namnen Söderhavet respektive Nordsjön. Mark ställdes till förfogande för såväl nyanlagd 18-håls golfbana som för anläggning av den så kallade Ytong-banan.

## Utmärkelser
Carlén tilldelades Kungl. Vasaorden första klassen 1963 samt utnämndes till Kommendör av Kungl. Vasaorden 1971. 1967 blev han  hedersledamot av Södermanlands-Nerikes nation, Uppsala. 1978 tilldelades han Sveriges Stenindustriförbunds guldmedalj för gagnerikt arbete.